# 語りつぐ愛に
「語りつぐ愛に」（かたりつぐあいに）は、来生えつこの作詞、来生たかおの作曲による楽曲。薬師丸ひろ子の歌唱により、日本テレビ系2時間ドラマ『水曜グランドロマン』のテーマソングとして1988年10月から1989年9月まで使用された。
来生たかおのアルバム『With Time』（1988年11月25日発売）に先行収録され、薬師丸のシングルは1989年1月25日に発売された。

## 総説
来生えつこによれば、村上春樹の小説『ノルウェイの森』の帯の文句をヒントにしたという。また、歌詞に用いられた“悲しめ”という単語は来生えつこの造語である。

## 薬師丸ひろ子のシングル
「語りつぐ愛に」は、薬師丸ひろ子の通算12枚目のシングルとして、1989年1月25日に東芝EMI（現・ユニバーサルミュージック）から発売された。
シングルでは、歌手デビュー曲「セーラー服と機関銃」以来となる来生えつこ・来生たかおコンビによる楽曲である（こちらも来生たかおとの競作である）。
TBS系音楽番組『ザ・ベストテン』では最高7位を記録した。オリコンチャートの登場週数は14週、チャート最高順位は週間6位、累計15.8万枚のセールスを記録した。

### 収録曲（薬師丸版シングル）
1. 語りつぐ愛に
作詞：来生えつこ、作曲：来生たかお、編曲：武部聡志
2. アンフィニ
作詞・作曲：薬師丸ひろ子、編曲：井上鑑

### 薬師丸版各曲の収録ディスク
- 語りつぐ愛に
  - LOVER'S CONCERTO
  - GOLDEN☆BEST 薬師丸ひろ子
  - 薬師丸ひろ子 TWIN BEST
  - エッセンシャル・ベスト 薬師丸ひろ子

## 来生たかおのリカットシングル
来生たかお版の「語りつぐ愛に」は、1988年11月25日発売のアルバム『With Time』に収録され、またシングルカットされて1989年4月12日に23枚目のシングルとして発売された。発売元は共にキティレコードである。
カップリング曲の「青いNovember」も同アルバムの収録曲である。同曲は第一生命「リード21新作太鼓判シリーズ」テレビCMに使用された。

### 収録曲（来生版シングル）
1. 語りつぐ愛に
2. 青いNovember
共に作詞：来生えつこ、作曲：来生たかお、編曲：萩田光雄

### 来生版各曲の収録ディスク
- 語りつぐ愛に
  - アルバム『With Time』（1988年）
  - アルバム『GOLDEN☆BEST 来生たかお ビジターズ』（2004年）
  - CD-BOX『来生たかお作品集 Times Go By』（2001年）
- 青いNovember
  - アルバム『With Time』（1988年）
  - CD-BOX『来生たかお作品集 Times Go By』（2001年）